# Léon Flameng
Léon Marie Flameng (født 30. april 1877, død 2. januar 1917) var en fransk cykelrytter.

## Cykelkarriere
Flameng havde indlagt sig berømmelse, da han i 1895 cyklede 3.000 km i sin personlige udgave af Tour de France. Ved OL 1896 i Athen var han tilmeldt i både bane- og landevejscykling, men stillede kun op i banedisciplinerne. Den førte disciplin var 100 kilometerløb, hvor pace fra andre cykelryttere var tilladt, hvilket de franske og græske deltagere benyttede sig af; de øvrige deltagere opgav hurtigt, da de så hvordan de ryttere, der havde pace, klarede sig, og kampen kom til at stå mellem Flameng og grækeren Georgios Kolettis. Midt i løbet fik Kolettis mekaniske problemer, men Flameng stod derpå af i bedste sportsånd og ventede på, at grækeren fik løst sit problem. Da løbet nærmede sig slutningen, styrtede Flameng, men han var på det tidspunkt så langt foran, at han kom på cyklen igen og vandt i tiden 3.08.19,2 timer, 11 omgange foran Kolettis; de to var de eneste, der gennemførte løbet. Nogle dage senere blev de korte discipliner afholdt, og her havde Flameng ikke helt samme styrke. Han deltog i 2 kilometer sprint, hvor yderligere tre ryttere deltog. På en ret kold dag blev der ikke kørt alt for hurtigt indtil slutningen, hvor franske Paul Masson (som havde været en af Flamengs pacere på 100 km) trak fra og sejrede i tiden 4.58,2 minutter foran grækeren Stamatios Nikolopoulos, mens Flameng blev nummer tre. Kort efter stillede han også op i 10 km løb, hvor der deltog seks ryttere. Masson og Flameng var hurtigst, og Masson vandt i en tæt spurt i tiden 17.54,2 minutter, 0,4 sekund foran Flameng, mens østrigske Adolf Schmal blev nummer tre. Knap et par timer senere stillede han op i tidskørslen på 333⅓ m, og her var der otte deltagere. Også her vandt Masson, da han brugte 24 sekunder, mens Nikolopoulus blev nummer to og Schmal nummer tre; Flameng blev her delt nummer fem.

## Senere karriere
Under 1. verdenskrig kæmpede Flameng som pilot i det franske luftvåben, efter at han i januar 1916 havde fået flyverlicens. Senere samme år blev hans fly angrebet og hans observatør blev dræbt, mens Flameng selv blev såret, men dog alligevel havde held til at lande med flyet. Efter at være kommet sig vendte han i september samme år tilbage til aktiv tjeneste. 2. januar 1917 satte hans flys motor ud, hvorpå Flameng sprang ud fra flyet. Imidlertid foldede hans faldskærm sig ikke ud, så han omkom, da han ramte jorden nær Ève i Oise.